# Damernas
Damernas är en amerikansk film från 1988 i regi av Robert Michael Lewis.

## Handling
Den kvinnliga polisen Flannery (Marilu Henner) undersöker nattklubben "Ladykillers" där en mördare slagit till. Ägaren försöker undvika dålig reklam och undanhåller information.

## Om filmen
Filmen hade världspremiär i USA den 9 november 1988 och svensk premiär i TV2 den 13 juli 1991.

## Rollista
- Marilu Henner - Samantha Flannery
- Susan Blakely - Lilah Corbett
- Thomas Calabro - Cavanaugh
- William Lucking - kapten Bucholtz
- Michael Ensign
- Lesley-Anne Down - Morganna Ross
- Keith David